# Joseph d'Oultremont
Le comte Joseph d'Oultremont de Wégimont et de Warfusée, né à Amay le 15 août 1877 et décédé le 7 octobre 1942 au château de Xhos, est un mécène, dirigeant sportif et homme politique belge.

## Biographie
Joseph Antoine Marie Émile Henri (dit Joë) d'Oultremont de Wégimont et de Warfusée est le fils d'Eugène d'Oultremont de Wégimont et de Warfusée et de Clotilde, comtesse van den Steen de Jehay. Marié à Isabelle, comtesse de Geloes d'Eysden, il est le beau-père de l'ambassadeur Édouard Ullens de Schooten Whettnall.
Il étudie au St. Augustin's College à Ramsgate, en Angleterre, puis au Collège de Melle (près de Gand). Dans sa jeunesse, il joue au football, notamment au Royal Léopold Football Club (1895-1898), et pratique le cricket.
Bourgmestre de Tavier, où se situe son château de Xhos, Joseph d'Oultremont se consacre principalement aux organisations sportives. En 1912-1913, il est président de l'Association royale belge de hockey. Cependant, il s'intéresse principalement par les organisations de football.
Châtelain de Beusdael, il est précurseur du foot dans la région. Il est à l'initiative de la fondation du club de football L'Espoir de Bressoux au sein de la paroisse du Rosaire à Bressoux. Le club prend par la suite le nom de Seraing Royale Union Liégeoise (RUL Seraing) et est fusionné avec RAAL La Louvière depuis 2017. Président du club de football de Bressoux, il organise des tournois de football avec des équipes régionales qui agrémentent le programme de la kermesse de Sippenaeken.
Entre 1908 et 1920, il est membre du comité de sélection qui nomme les joueurs de l'équipe nationale belge. Il préside le comité de sélection aux Jeux Olympiques d'Anvers de 1920.
Pendant de nombreuses années, il est à la direction nationale de l'Union royale belge des sociétés de football association, dont il est le deuxième président national de 1924 à 1929, succédant à Édouard de Laveleye.
Il est également le bienfaiteur de la société de tir Saint-Lambert.

### Sources
- Henry GULDEMONT, Toute l'histoire du football belge, 1978.
- Sippenaeken : Un berceau du football mondial, in L'Avenir, 18 juin 2010